# Рейнмейкер (гора)
Рейнмейкер (англ. Rainmaker Mountain), также зовущаяся Пиоа (англ. Pioa Mountain) — гора в графстве Маопутаси Восточного округа Американского Самоа. Дословно на русский язык название горы переводится как «создающая (вызывающая) дождь», так как исторически замечено, что она «захватывает» проплывающие над ней облака, концентрирует их, что зачастую вызывает в регионе дождь (среднегодовое количество дождя над горой — 5080 мм).
Вершины горы довольно плоская, она имеет три пика примерно одинаковой высоты (от 494 до 523 м: Норт-Пиоа, Саут-Пиоа и Синапиоа), самый высокий из которых, Норт-Пиоа, достигает 523 метров. Рейнмейкер возвышается над гаванью Паго-Паго. Подле неё расположены деревни (с севера, против часовой стрелки) Афоно, Ауа, Лаулии, Ауми и Алега.
По типу гора Рейнмейкер относится к типу трахитовый некк.
В 1960-х годах у подножия горы открылась гостиница на 250 номеров, носящая то же имя, «Рейнмейкер». Это была единственная государственная гостиница в стране, также известная под названием «Пасификс-Интерконтинентал». В 1980 году в гостиницу врезался упавший самолёт ВМФ США, в результате катастрофы погибли шесть военнослужащих, находящихся на борту, и двое туристов, отдыхавших в отеле. С начала 2000-х годов гостиница стала пустеть, её владельцы разорились, в заброшенных зданиях стали собираться подростки и девицы лёгкого поведения, которые распивали там алкоголь и оскорбляли прохожих, поэтому во второй половине 2014 года начался снос строений, продолжавшийся около 4 месяцев. На эти работы было выделено 290 000 долларов. Почти сразу после полного уничтожения старой гостиницы началось рассмотрение вопроса о создании на этом же месте новой.
В 1972 году вершина гора и её склоны выше отметки 243,8 м над уровнем моря общей площадью 0,688 км² получили статус «Национальная природная достопримечательность».